# Polystachya ruwenzoriensis
Polystachya ruwenzoriensis är en orkidéart som beskrevs av Alfred Barton Rendle. Polystachya ruwenzoriensis ingår i släktet Polystachya och familjen orkidéer. Inga underarter finns listade i Catalogue of Life.